# Caramel Box
Caramel Box (キャラメル BOX, Kyarameru Box) est un studio japonais de visual novel exploité par HOBIBOX. Le studio appartenait autrefois à HimeyaSoft.